# 1215년

## 연호
- 남송(南宋) 가정(嘉定) 8년
- 금(金) 정우(貞祐) 3년
- 일본(日本) 겐포(建保) 3년
- 서하(西夏) 광정(光定) 5년
- 리 왕조(李朝) 끼엔자(建嘉) 5년

## 기년
- 남송(南宋) 영종(寧宗) 21년
- 금(金) 선종(宣宗) 3년
- 고려(高麗) 고종(高宗) 2년
- 몽골 칭기즈 칸 10년
- 서하(西夏) 신종(神宗) 5년
- 리 왕조(李朝) 혜종(惠宗) 5년

## 사건
- 잉글랜드 존 왕이 귀족, 성직자, 기사들의 집단 요구로 대헌장에 서명
- 각훈이 《해동고승전》을 지음
- 포선만노가 대진국을 세움

## 탄생
- 원나라 초대 황제 원 세조 쿠빌라이